# ...magni blandinn ok megintíri...
...magni blandinn ok megintíri... är det andra studioalbumet med det tyska folk metal/viking metal-bandet Falkenbach, släppt i januari 1998 genom skivbolaget Napalm Records.

## Låtlista
1. "...When Gjallarhorn Will Sound" – 8:29
2. "...Where Blood Will Soon Be Shed" – 7:15
3. "Towards the Hall of Bronzen Shields" – 6:02
4. "The Heathenish Foray" – 8:00
5. "Walhall" – 5:29
6. "Baldurs Tod" (instrumental) – 5:54

## Medverkande
Musiker (Falkenbach-medlemmar)
- Vratyas Vakyas (Markus Tümmers) – sång, alla instrument, text & musik

Produktion
- Vratyas Vakyas – producent, omslagsdesign
- Christophe Szpajdel – logo